# Ордино (Ярославская область)
Ордино — село в Угличском районе Ярославской области России. 
В рамках организации местного самоуправления входит в Отрадновское сельское поселение, в рамках административно-территориального устройства — является центром Ординского сельского округа.

## География
Расположено на реке Катка (притоке р. Корожечна), в 25 км к северо-западу от центра города Углича.
Через Катку на востоке примыкает к деревне Воронцово, на юго-востоке — к деревне Трухино.

## История
До каменной в селе стояла деревянная церковь, которая упоминалась в летописях 1625, 1629, 1630 годов как принадлежавшая Угличскому Покровскому монастырю. Каменная Троицкая церковь села Ордина построена на средства прихожан в 1812 году. В церкви было три придела: Святой Троицы, в честь Покрова Божией Матери и в честь пророка Илии. 
В конце XIX — начале XX века село входило в состав Платуновской волости Мышкинского уезда Ярославской губернии.
С 1929 года село являлось центром Ординского сельсовета Угличского района, с 2005 года — в составе Отрадновского сельского поселения.

## Население
| 1859 | 2002 | 2007 | 2010 |
| ---- | ---- | ---- | ---- |
| 269  | ↘50  | →50  | ↘32  |

Согласно результатам переписи 2002 года, в национальной структуре населения русские составляли 96 % от всех жителей.

## Достопримечательности
В селе расположена действующая Церковь Троицы Живоначальной (1812).